# Vespinitocris camerunica
Vespinitocris camerunica là một loài bọ cánh cứng trong họ Cerambycidae.